# Havva İşkan Işık
Havva İşkan Işık (Kütahya, 10 oktober 1956) is een Turkse archeoloog.
Ze is getrouwd met collega Fahri Işık met wie ze een in Turkije vooraanstaand archeologisch echtpaar vormt. Beiden zijn pionier in de ontwikkeling van de archeologische sector in Turkije en ze vergaarden vooral bekendheid met hun archeologische graaf- en restauratiewerkzaamheden in Patara, waarvan İşkan Işık sinds 2009 de leiding heeft.

## Levensloop
Havva İşkan werd op 10 oktober 1956 in Kütahya geboren in een welgesteld gezin en groeide op met lokale invloeden van moederskant en Balkan-invloeden van haar grootvader.

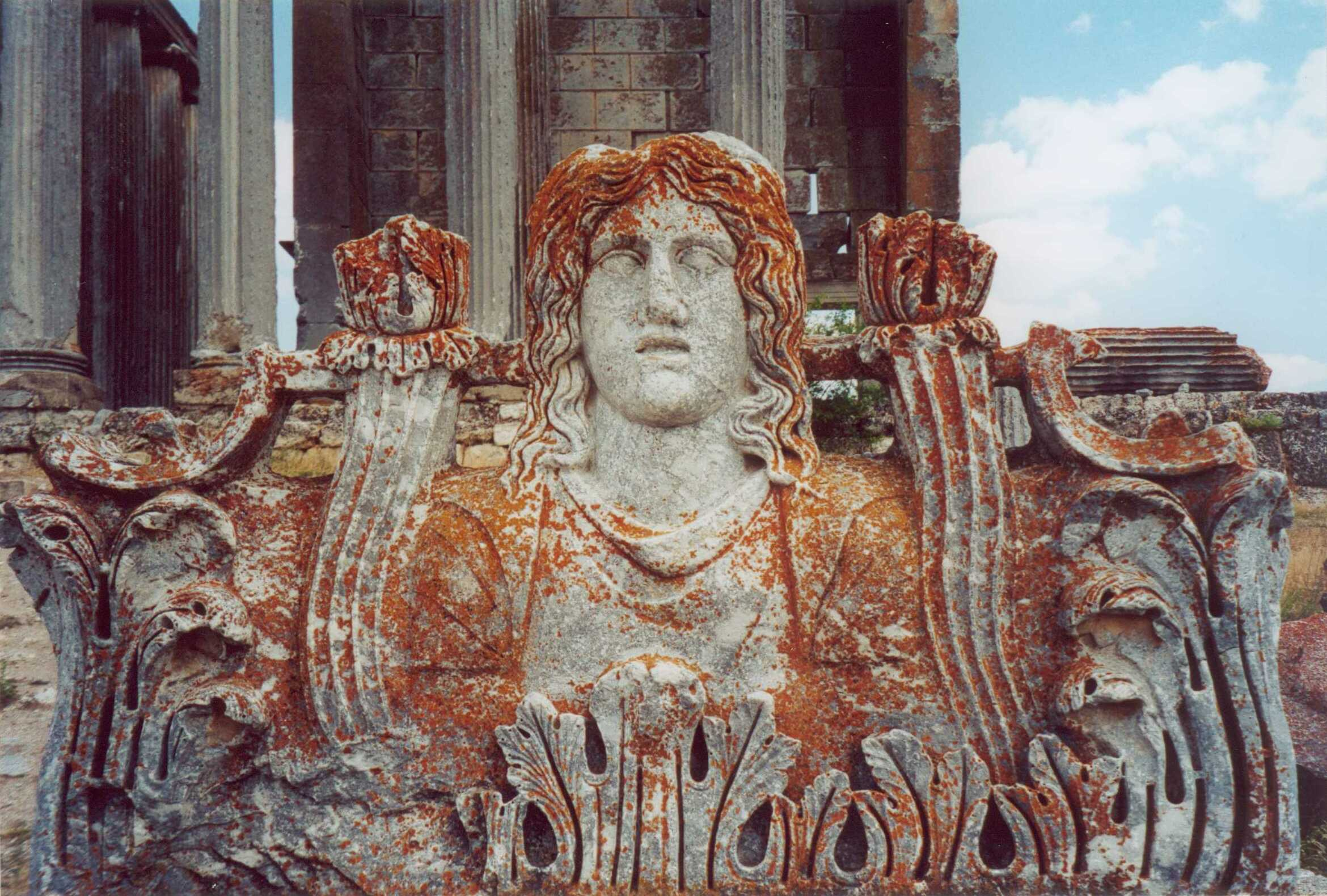
Beeld van een vrouw bij de tempel van Zeus in Aizanoi

Haar eerste kennismaking met archeologie was gedurende een schoolreisje naar de antieke stad Aizanoi, alwaar ze in contact kwam met het beeld van een vrouw van de tempel van Zeus.
In de jaren 1970 studeerde ze archeologie aan de Universiteit van Istanbul. Daarna deed ze een doctoraal aan de Philipps-Universiteit Marburg in Duitsland.
In 1980 leerde ze collega-archeoloog Farih Işık kennen. Het is ook via hem dat ze bij haar terugkeer naar Turkije in 1988 aan de Atatürk universiteit in Erzurum aan de slag ging.
Sinds 1988 werd ze betrokken bij de graafwerkzaamheden in de antieke stad Patara, die toen onder leiding van Fahri Işık stonden.
In 1990 was ze een van de oprichters van de afdeling Archeologie binnen de Antalya Akdeniz universiteit, waarvan ze sindsdien voorzitter is.
Ze trouwde in 1998 met Fahri Işık in het theater van Patara, met als enige getuige Nevcat Çevik, een archeoloog met wie ze beiden veel samenwerkten. Havva koos bewust voor het behoud van haar meisjesnaam en ging dus verder met de achternaam İşkan Işık. In 2009 nam ze de leiding over de omvangrijke opgravings- en restauratiewerkzaamheden in Patara van haar echtgenoot over.
Ter hare ere werd in 2016 het Havva İşkan'a Armağan Lykiarkhissa / Festschrift für Havva İşkan uitgegeven, een collectie archeologische artikelen voorgegaan door enkele introducties gericht aan İşkan Işık. Deze publicatie is sindsdien een standaardwerk.

## Publicaties
- (de) Havva İşkan-Işik, Werner Eck, Helmut Engelmann  (2008). Der Leuchtturm Von Patara Und Sex. Marcius Priscus Als Statthalter Der Provinz Lycia Von Nero Bis Vespasian. Zeitschrift für Papyrologie und Epigraphik

- (en) Miliarium Lyciae-Patara Yol Kılavuz Anıtı / Das Wegweisermonument von Patara (met F. Işık en N. Çevik, 2001)
- (en) İşkan Işık (red.) (2019) Patara: city, harbor, cult, Türkiye İş Bankası Kültür Yayınları